# Stazione di Priolo Sottano
La stazione di Priolo Soprano è una stazione ferroviaria della Catania–Caltagirone–Gela; dagli anni novanta è posto di movimento.

## Storia
Nei primi anni cinquanta il Ministero dei lavori pubblici approntò uno studio per riprendere i lavori della tratta ferroviaria Caltagirone-Gela della Ferrovia Catania-Caltagirone-Gela sospesi prima della seconda guerra mondiale. Aggiornando il progetto precedente venne realizzata un'ampia stazione ferroviaria con larghe banchine, pensiline e sottopassaggi. Un fabbricato a due piani con doppio alloggio per il personale con un atrio con biglietteria e deposito bagagli, sale d'aspetto, uffici movimento e lavori e servizi vari. I lavori iniziati nell'aprile 1952, portati avanti con lentezza estrema, portarono all'apertura della stazione nel novembre 1979. L'opera si dimostrò tuttavia del tutto inutile; Priolo Sottano è solo una località di campagna.
La stazione venne esercita in telecomando DCO e fu impresenziata divenendo, nel tempo, oggetto di atti di vandalismo. In seguito fu classificata come posto di movimento.

## Strutture e impianti
La stazione è fornita di un ampio fabbricato viaggiatori a due elevazioni posto ad est del fascio binari. 
La stazione è provvista di doppio segnalamento e segnali distinti per binario. I binari di incrocio erano provvisti di tronchino di salvamento per evitare immissioni di veicoli indebite o accidentali in piena linea. Un piccolo fascio di binari tronchi completava la stazione. Queste infrastrutture rimasero del tutto inutilizzate.

## Movimento
La stazione di Priolo Sottano non fu interessata da traffico viaggiatori sin dall'inizio; nei primi anni di esercizio vi era prevista la fermata di una coppia di treni viaggiatori giornaliera ma per servizio personale e familiari. Negli anni novanta la fermata dei treni per il detto servizio viaggiatori venne soppressa.